# Pebulaat
Pebulaat (ISO-naam) is een herbicide uit de groep van thiocarbamaten.
Pebulaat werd voor het eerst geregistreerd in de Verenigde Staten in 1961. Het werd ontwikkeld door de Stauffer Chemical Company. In 1987 nam ICI Americas (dat later Zeneca Ag Products werd) het product over. Het wordt verkocht onder de merknaam Tillam.
Pebulaat wordt gebruikt bij de teelt van suikerbieten, tabak en tomaten.
In de Europese Unie is pebulaat sedert 2002 niet meer toegelaten.

## Synthese
Pebulaat kan bereid worden door de reactie van fosgeen met 1-propaanthiol, waardoor n-propylchloorthioformaat gevormd wordt. De reactie van deze verbinding met N-ethylbutylamine levert pebulaat.

## Toxicologie en veiligheid
Pebulaat is matig giftig. Het is een acetylcholinesterase-inhibitor en een neurotoxine. Het is licht irriterend voor de huid en de ogen.